# Fort de Trincomalee
El Fort de Trincomalee (portuguès Triquinimale) o Fort Fredrick, és una fortalesa situada a Trincomalee, ciutat portuària a l'est de l'illa de Ceilan, avui Sri Lanka. Històricament, la importància de Trincomalee està lligada a la seguretat del seu enorme port, que opera a totes les estacions i amb tota mena de vaixells.

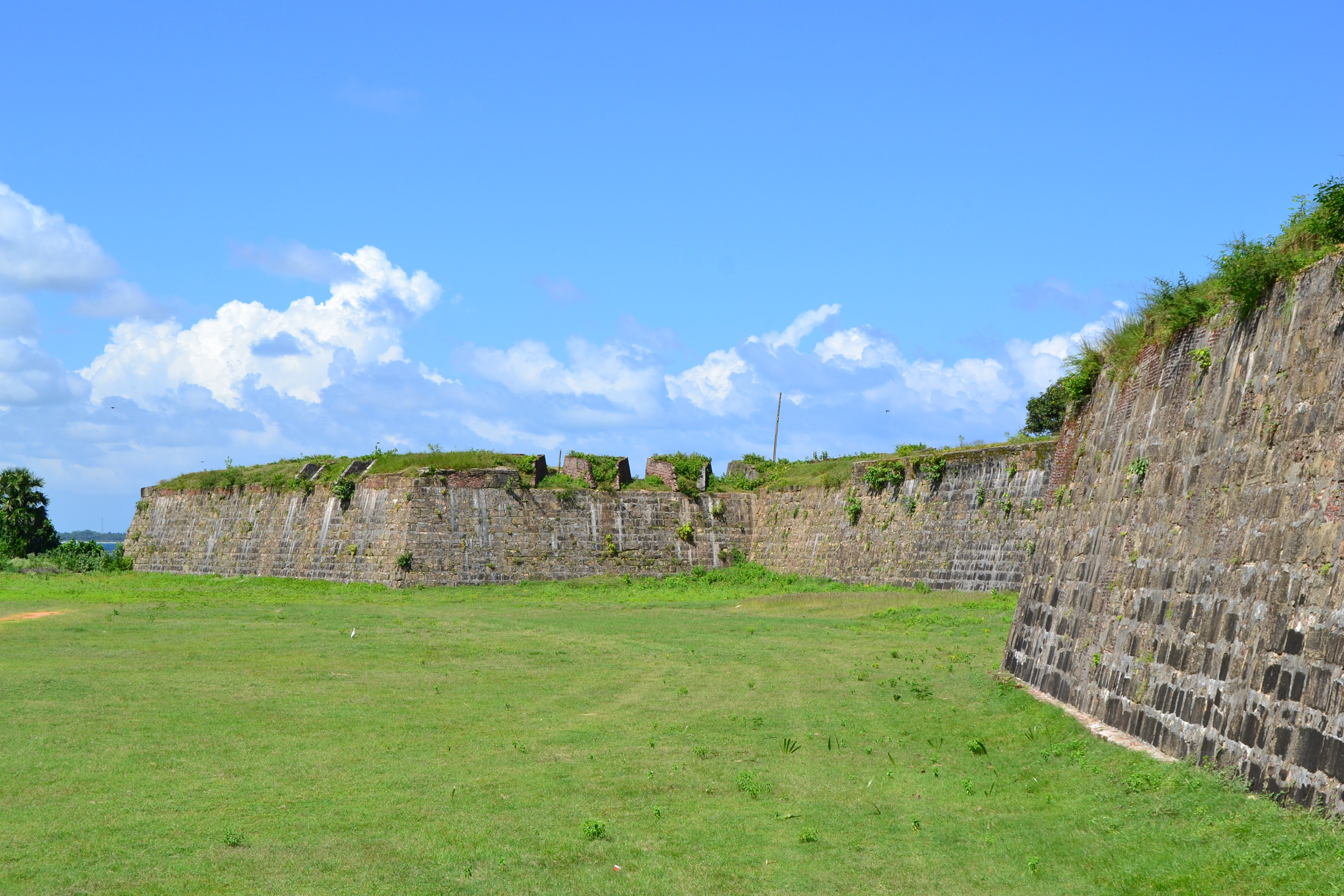
Murs de Fort Fredrick

## Història
Després de la conquesta portuguesa de l'antic regne de Jaffna (1619), la construcció d'aquesta fortalesa va ser obra del governador de Ceilan, Constantino de Sá de Noronha (1618-1622 i 1623-1630) el 1622. Va ser acabada el 1624, sent construïda sobre les ruïnes d'un antic temple hindú, que havia estat devastat pels portuguesos. La petita fortalesa portuguesa inicial tenia planta triangular, amb els costats menors de setanta-cinc metres de llarg i el més gran de cent cinquanta metres.
Pocs anys després, en 1639, el fort va ser conquerit per les forces d'una flota de la Companyia Holandesa de les Índies Orientals sota el comandament de l'almirall holandès Adam Westerwold (1580-1639).
Va ser reconstruït pels holandesos el 1665 com a defensa contra els avenços britànics i francesos a la regió, sent anomenat Fort Fredrick. El 1672, l'any en què els Països Baixos van ser atacats per una coalició integrada per França, Gran Bretanya i dos estats germànics, les forces franceses van capturar Trincomalee i després, Batticaloa. Aviat, però, els francesos es van veure obligats a abandonar les seves posicions.
A finals del segle xviii, la ciutat i la seva fortalesa van ser guanyades novament per les forces franceses, per tornar a les mans de la companyia holandesa amb la signatura de la Pau de París en 1784. A l'any següent (1785) va ser conquerit, aquest cop pels britànics, que la van conservar fins al 1948.
S'hi van instal·lar bateries costares durant la primera i Segona Guerra Mundial. Actualment, roman guarnida per un destacament de l'Exèrcit de Sri Lanka, obert a visites turístiques.